# ويليس إي. دونلي
ويليس إي. دونلي هو سياسي أمريكي، ولد في 24 يونيو 1901، وتوفي في 6 يونيو 1985. انتخب عضو جمعية ولاية ويسكونسن ‏.